# Куадрилья-де-Аньяна

Положение на карте провинции

Куадрилья-де-Аньяна (исп. Cuadrilla de Añana, баск. Añanako kuadrilla) — район (комарка) в Испании, входит в провинцию Алава в составе автономного сообщества Страна Басков.

## Муниципалитеты
1. Аньяна
2. Арминьон
3. Берантевилья
4. Куартанго
5. Ируния-де-Ока
6. Лантарон
7. Рибера-Альта
8. Рибера-Баха
9. Вальдеговиа
10. Самбрана

1. ↑  https://www.ine.es/dynt3/inebase/index.htm?padre=525